# Zgromadzenie Eurośródziemnomorskie
Zgromadzenie Eurośródziemnomorskie (Eurośródziemnomorskie Zgromadzenie Samorządów Lokalnych i Regionalnych, ARLEM) – międzynarodowy organ zrzeszający władze lokalne i regionalne z trzech wybrzeży Morza Śródziemnego. Wśród państw członkowskich są kraje Unii Europejskiej oraz partnerskie państwa śródziemnomorskie.

## Historia
ARLEM zostało utworzone 21 stycznia 2010 roku przez Europejski Komitet Regionów (KR), na inauguracyjnej sesji w Barcelonie w celu umożliwienia reprezentowania politycznego władz lokalnych i regionalnych (w tym wobec UE i Unii na rzecz Regionu Morza Śródziemnego), utrzymywania dialogu politycznego oraz propagowania współpracy międzyregionalnej. Początkowo składało się z 84 członków, z czego europejska delegacja składała się z 30 reprezentantów Komitetu Regionów oraz 10 przedstawicieli europejskich i międzynarodowych stowarzyszeń zaangażowanych we współpracę euro-śródziemnomorską.
Pierwszymi współprzewodniczącymi zostali Luc Van den Brande, ówczesny przewodniczący Komitetu Regionów oraz Mohamed Boudra, burmistrz Al Husajma. W skład prezydium weszli także Mohamed Kebir Addou, prefekt wilajetu Algieru; Ivan Jakovcic, burmistrz żupani istryjskiej; Michel Delebarre, burmistrz Dunkierki; Michel Vauzelle, prezydent regionu Prowansji-Alp-Lazurowego Wybrzeża; burmistrz Uszaki (Węgry) oraz burmistrz At-Tafila.
W 2013 roku ARLEM przyjęło deklarację intencyjną dotyczącą synergii z Unią na rzecz Regionu Morza Śródziemnego oraz Europejską Fundacją Kształcenia. Przyjęto także status obserwatora dla Europejskiego Komitetu Ekonomiczno-Społecznego, Zgromadzenia Parlamentarnego Unii na rzecz Regionu Morza Śródziemnego, a także dla Kongresu Władz Lokalnych i Regionalnych Rady Europy.

## Cele organizacji i sposób działania
Celami ARLEM-u są:
- nadawanie wymiaru terytorialnego Unii na rzecz Regionu Morza Śródziemnego;

- promowanie demokracji lokalnej i regionalnej, wielopoziomowego sprawowania rządów i zdecentralizowanej współpracy w krajach leżących wzdłuż trzech wybrzeży Morza Śródziemnego;

- zachęcanie do dialogu na osi Północ–Południe i Południe–Południe między władzami lokalnymi i regionalnymi;

- wspieranie wymiany praktyk, wiedzy i doświadczenia technicznego w dziedzinach, za które odpowiedzialne są władze lokalne i regionalne;

- wspieranie integracji regionalnej.

Członkowie ARLEM-u zbierają się raz do roku, na sesji plenarnej, podczas której zostają przyjęte sprawozdania tematyczne. Odbywają się także posiedzenia poszczególnych komisji tematycznych oraz Prezydium.

## Prezydium
Na czele ARLEM-u stoją dwaj współprzewodniczący. Jeden z nich reprezentuje interesy państw Unii Europejskiej, drugi zaś interesy państw Unii na rzecz Regionu Morza Śródziemnego. Państwa śródziemnomorskie zatwierdzają swojego współprzewodniczącego w drodze głosowania, na okres dwuipółletni. Współprzewodniczącym ze strony UE jest urzędujący przewodniczący KR-u.
Obecnymi przewodniczącymi są Apostolos Dzidzikostas, przewodniczący KR-u oraz Musa Hadid, burmistrz Ramallah.

## Skład organizacji
ARLEM zrzesza 80 członków i 2 obserwatorów. Są oni przedstawicielami samorządów lokalnych i regionalnych państw UE oraz państw Morza Śródziemnego.
Wśród państw członkowskich wyróżnia się:
- Egipt,
- Turcję,
- Algierię,
- Maroko,
- Tunezję,
- Albanię,
- Bośnię i Hercegowinę,
- Izrael,
- Jordanię,
- Liban,
- Mauretanię,
- Palestynę,
- Monako,
- Czarnogórę,
- Syrię (członkostwo zawieszone),
- Libię (w charakterze obserwatora).